# Il silenzio del ghiaccio
Il silenzio del ghiaccio (Ice Cold, nel Regno Unito pubblicato con il titolo The Killing Place) è un romanzo dell'autrice americana Tess Gerritsen. Si tratta dell'ottavo libro della serie sulla detective Jane Rizzoli e sul medico legale Maura Isles. Pubblicato per la prima volta negli Stati Uniti nel 2010, è arrivato in Italia nel 2011, tradotto da Adria Tissoni. Nel 2011 questo romanzo è stato candidato al Premio Nero Wolfe.

## Trama
Maura Isles è appena stata ad un convegno di medici in Wyoming, dove ha incontrato un vecchio compagno di università, Doug Comley, che è venuto dalla California accompagnato dalla figlia tredicenne Grace. Egli convince la dottoressa a passare il giorno successivo sciando con lui, la figlia e una coppia di amici (Arlo e Elaine). Purtroppo, quella che si prospetta come una bella vacanza si trasforma presto in un incubo.
Il navigatore del SUV di Doug è impreciso e lui e i suoi compagni si perdono sulla strada innevata, poi l'auto rimane impantanata nella neve e non può essere spostata. Decidono quindi di proseguire a piedi lungo la strada, sperando di trovare qualche riparo. Arrivano in un villaggio chiamato Verrà il Regno, ma sembra del tutto abbandonato. C'è una strana atmosfera in quel luogo ed entrando in una delle case vuote capiscono che gli abitanti devono far parte di una specie di setta.
Il giorno dopo i cinque tentano di spostare l'automobile di Doug, ma purtroppo avviene un terribile incidente che invalida seriamente Arlo, l'amico di Doug, che rischia di perdere una gamba. Il giorno successivo Doug stesso parte con gli sci per andare a chiedere aiuto, purtroppo egli non fa ritorno. Il giorno seguente è Maura ad indossare gli sci per tentare di chiamare aiuto. Nel bosco però viene rapita da un adolescente accompagnato da un cane di nome Bear, che la conduce in un rifugio abbandonato.
Intanto a Boston, padre Brophy è preoccupato per il mancato ritorno di Maura e chiede a Jane di investigare. Anche la detective inizia a provare apprensione per cui, insieme al marito, prenota un volo per il Wyoming. Arrivati nella zona del convegno fanno partire le ricerche della loro amica, ma alcuni giorni dopo vengono informati che la dottoressa Isles e altre tre persone, identificate come Doug, Arlo e Grace hanno avuto un terribile incidente in montagna e la loro auto ha preso fuoco. Tristi e addolorati, Jane e Gabriel prenotano il volo di ritorno e preparano il funerale. Proprio durante la cerimonia funebre vengono informati che il corpo potrebbe non essere quello di Maura perché un'altra donna è scomparsa in Wyoming quel fine settimana, Elaine. Le radiografie dentali dimostrano oltre ogni dubbio che il corpo non è quello della dottoressa Isles.
Gabriel e Jane, accompagnati da Anthony Sansone, volano in Wyoming sul Jet privato del facoltoso professore in pensione. Iniziano così le seconde ricerche per trovare Maura. Intanto la dottoressa si trova ancora con il ragazzo che ha detto di chiamarsi Rat. Il giovane le permette, a malincuore, di telefonare a Jane per riferirle di essere ancora viva. Ma l'agente di polizia mandato a recuperarla tenta poi di ucciderla e Maura si salva solo con l'aiuto di Rat. Purtroppo nella colluttazione tra i due, parte uno colpo di arma da fuoco che uccide l'agente.
Ora Maura e il ragazzo, che viene identificato dalle impronte come Julian Perkins, vengono considerati degli assassini in fuga dalle autorità locali. Ma Jane, Anthony e Gabriel capiscono che c'è qualcosa di decisamente poco chiaro in quel luogo. I due uomini si uniscono alle squadre di ricerca per impedire che qualcuno dal grilletto facile possa ferire i fuggitivi, mentre Jane, aiutata da un'assistente sociale del luogo, Cathy Weiss, decide di capire cosa stia realmente succedendo. Cathy informa la detective che la madre di Julian lo ha abbandonato ed è rimasta a vivere con la sorellina di Julian a Verrà il Regno, che a suo dire è senza dubbio una setta dedita, tra le altre cose, alla poligamia. In particolare la setta costringe sempre i giovani ragazzi adolescenti di sesso maschile a lasciare le loro case e la comunità. Questi ragazzi si ritrovano a vivere per strada, privi di qualunque sostegno anche da parte delle autorità preposte.
Le due donne si recano all'abitazione del poliziotto ucciso e, sebbene l'edificio sia in condizioni di totale incuria, nel garage trovano un SUV nuovo di zecca e una motocicletta fiammante. Nelle loro menti inizia a farsi strada la possibilità che egli sia stato corrotto, perciò si recano a Verrà il Regno. Là sperano di poter parlare con la madre di Julian, anche se sanno che quasi nessuno viene mai ammesso all'interno del villaggio. Al loro arrivo si trovano dinanzi a una scena di totale desolazione: l'intero villaggio è stato dato alle fiamme. Camminando tra le case, Jane vede dei lupi morti nella neve. Avvicinandosi ad un cumulo di neve, Jane vede la mano congelata di una persona e guardando più da vicino capisce che tutti gli abitanti di Verrà il Regno devono essere stati impilati lì prima che il villaggio fosse dato alle fiamme. La detective Rizzoli dà immediatamente l'allarme e nelle ore successive le autorità federali iniziano a portare via i corpi semi-congelati degli abitanti di Verrà il Regno.
Intanto, sulle montagne, Julian e Maura fuggono, ma quando vengono raggiunti dalla squadra di ricerca, un uomo ferisce Julian gravemente e solo l'intervento di Maura, Anthony e Gabriel lo salva in attesa dell'arrivo dei soccorsi. Nel frattempo l'FBI, la polizia locale e Jane Rizzoli stanno indagando per capire che cosa sia successo agli abitanti di Verrà il Regno, anche se l'ipotesi più accreditata è che si tratti di un suicidio di massa. Il legame tra Maura e Julian è diventato molto stretto grazie all'esperienza vissuta ed è difficile per lei informare il ragazzo della morte della madre e della sorellina. La dottoressa Isles vorrebbe poter avere in affidamento il giovane, ma sa di non avere le carte in regola per ottenerlo, soprattutto a causa del suo lavoro.
Nei giorni seguenti le indagini proseguono, ma è difficile capire quale agente chimico abbia ucciso tutte quelle persone e alla fine, solo per una casualità, Maura capisce come devono essersi svolti i fatti. Quando alla conclusione delle indagini lei e i suoi amici di Boston fanno ritorno a casa, la dottoressa chiede a Anthony Sansone di dare una mano a Julian. Egli offre al sedicenne un posto nella sua scuola privata in Maine per ragazzi che hanno vissuto situazioni traumatiche. Lì Maura potrà venire a trovare Julian e il cane Bear nelle settimane di vacanza.

## Edizioni Italiane
- Tess Gerritsen, Il silenzio del ghiaccio, collana La gaja scienza, traduzione di Adria Tissoni, Milano, Longanesi & C., 2011,  p. 344, ISBN 978-88-304-3091-4.
- Tess Gerritsen, Il silenzio del ghiaccio, traduzione di Adria Tissoni, Milano, Mondolibri, 2011,  p. 344.
- Tess Gerritsen, Il silenzio del ghiaccio, collana Best thriller, traduzione di Adria Tissoni, Milano, SuperPocket, 2012,  pp. 344, ISBN 978-88-462-1153-8.
- Tess Gerritsen, Il silenzio del ghiaccio, collana TEAdue, traduzione di Adria Tissoni, Milano, TEA, 2013,  p. 344, ISBN 978-88-502-3058-7.